# Solanum tuerckheimii
Solanum tuerckheimii är en potatisväxtart som beskrevs av Jesse More Greenman. Solanum tuerckheimii ingår i släktet skattor som ingår i familjen potatisväxter. Inga underarter finns listade i Catalogue of Life.